# Волоколамский район
Волокола́мский муниципальный о́круг — муниципальное образование на западе Московской области России, соответствующее по административно-территориальному делению городу областного подчинения Волокола́мск с административной территорией.
Административный центр — город Волоколамск.
До 2019 года — Волоколамский район, административно-территориальная единица (район) и муниципальное образование (муниципальный район). 11 мая 2019 года Волоколамский муниципальный район был преобразован в Волоколамский городской округ. 23 июля 2019 года Волоколамский административный район был преобразован в город областного подчинения Волоколамск с административной территорией.
С 1 января 2025 года Волоколамский городской округ преобразован в Волоколамский муниципальный округ.

## География
Городской округ расположен на западе Московской области. Граничит на северо-востоке с городским округом Клин, на востоке — с городскими округами Истрой и Рузским, на юге — с Можайским городским округом, на западе — с городским округом Шаховская, на северо-западе — с городским округом Лотошино Московской области. Площадь составляет 168 351 га.
Климат — умеренно континентальный. 
Основные реки — Руза, Лама.
На территории городского округа 10 действующих особо охраняемых природных территорий, среди которых 9 регионального значения и 1 федерального значения:
- Верховья реки Большой Сестры — государственный природный заказник
- Завидово — национальный парк
- Коренной ельник и болото «Омшаник» — государственный природный заказник
- Кузьминский комплексный заказник — государственный природный заказник
- Леса Теряевского лесничества — памятник природы
- Парк в с. Ярополец — памятник природы
- Сложный ельник со сфагновым болотом — памятник природы
- Теряевские пруды — государственный природный заказник
- Типичные сосняки и сфагновое болото Теряевского лесничества — государственный природный заказник
- Хвойные леса со сфагновыми болотами и клюквой — памятник природы

## Население
| 1931    | 1939    | 1959    | 1970    | 1979    | 1989    | 2002    | 2006    |
| ------- | ------- | ------- | ------- | ------- | ------- | ------- | ------- |
| 76 620  | ↘55 281 | ↘53 879 | ↘39 852 | ↘37 885 | ↘37 863 | ↗49 032 | ↗56 859 |
| 2009    | 2010    | 2011    | 2012    | 2013    | 2014    | 2015    | 2016    |
| ↘56 612 | ↘53 244 | ↘50 670 | →50 670 | ↘48 948 | ↘46 750 | ↘44 814 | ↘43 636 |
| 2017    | 2018    | 2019    |         |         |         |         |         |
| ↘42 928 | ↘41 496 | ↘40 245 |         |         |         |         |         |

### Урбанизация
В городских условиях (город Волоколамск и пгт Сычёво) проживали  71,78 % населения района на начало 2018 года.
| Год переписи | Общее население, тыс. чел. | Городское население, тыс. чел. | Сельское население, тыс. чел. |
| ------------ | -------------------------- | ------------------------------ | ----------------------------- |
| 1959         | 53,879                     | 11,531                         | 42,348                        |
| 1970         | ↘39,852                    | 8,361                          | 31,491                        |
| 1979         | ↘37,885                    | 8,892                          | 28,993                        |
| 1989         | ↘37,863                    | 8,808                          | 29,055                        |
| 2002         | ↗49,032                    | 23,498                         | 25,534                        |
| 2010         | ↗53,244                    | 26,538                         | 26,706                        |

### Национальный состав
По итогам переписи населения 2020 года проживали следующие национальности (национальности менее 0,1 % и другое, см. в сноске к строке «Другие»):
| Национальность | Численность, чел. | Доля     |
| -------------- | ----------------- | -------- |
| Русские        | 57 024            | 87,40 %  |
| Армяне         | 252               | 0,39 %   |
| Украинцы       | 211               | 0,32 %   |
| Узбеки         | 164               | 0,25 %   |
| Таджики        | 141               | 0,22 %   |
| Мордва         | 124               | 0,19 %   |
| Азербайджанцы  | 117               | 0,18 %   |
| Татары         | 110               | 0,17 %   |
| Молдаване      | 75                | 0,11 %   |
| Чуваши         | 71                | 0,11 %   |
| Другие         | 6953              | 10,66 %  |
| Итого          | 65 242            | 100,00 % |

## Населённые пункты
В Волоколамском районе насчитывается 269 населённых пунктов. Крупнейшими из них являются г. Волоколамск (25 729 чел.), пгт Сычёво (3157 чел.), с. Осташёво (3264 чел.), д. Нелидово (1543 чел.), с. Теряево (1376 чел.), с. Ярополец (1277 чел.), д. Клишино (1072 чел.).
| №   | Населённый пункт       | Тип                     | Население | Бывшее муниципальное образование |
| --- | ---------------------- | ----------------------- | --------- | -------------------------------- |
| 1   | Авдотьино              | деревня                 | ↗9        | сельское поселение Кашинское     |
| 2   | Аксёново               | село                    | ↘23       | сельское поселение Чисменское    |
| 3   | Аксёново               | деревня                 | ↗31       | сельское поселение Ярополецкое   |
| 4   | Акулово                | деревня                 | ↗12       | сельское поселение Спасское      |
| 5   | Александровское        | деревня                 | →1        | сельское поселение Ярополецкое   |
| 6   | Алферьево              | деревня                 | ↗26       | сельское поселение Кашинское     |
| 7   | Амельфино              | деревня                 | ↗5        | сельское поселение Чисменское    |
| 8   | Ананьино               | деревня                 | →9        | сельское поселение Ярополецкое   |
| 9   | Анино                  | деревня                 | ↘98       | сельское поселение Чисменское    |
| 10  | Аннино                 | деревня                 | →1        | сельское поселение Чисменское    |
| 11  | Астафьево              | деревня                 | ↘4        | сельское поселение Теряевское    |
| 12  | Афанасово              | деревня                 | ↗74       | сельское поселение Ярополецкое   |
| 13  | Бабошино               | деревня                 | →1        | сельское поселение Осташёвское   |
| 14  | Балобаново             | деревня                 | ↗4        | сельское поселение Теряевское    |
| 15  | Батурово               | деревня                 | ↗3        | сельское поселение Теряевское    |
| 16  | Березниково            | деревня                 | ↘0        | сельское поселение Теряевское    |
| 17  | Беркино                | деревня                 | →10       | сельское поселение Ярополецкое   |
| 18  | Благовещенское         | посёлок станции         | ↗13       | сельское поселение Ярополецкое   |
| 19  | Богданово              | деревня                 | ↗34       | сельское поселение Чисменское    |
| 20  | Болычево               | село                    | ↘665      | сельское поселение Осташёвское   |
| 21  | Большое Никольское     | деревня                 | ↗60       | сельское поселение Чисменское    |
| 22  | Большое Петровское     | деревня                 | ↘0        | сельское поселение Теряевское    |
| 23  | Большое Стромилово     | деревня                 | ↘26       | сельское поселение Теряевское    |
| 24  | Большое Сырково        | деревня                 | →30       | сельское поселение Ярополецкое   |
| 25  | Борисково              | деревня                 | ↗1        | сельское поселение Теряевское    |
| 26  | Бортники               | деревня                 | ↘4        | сельское поселение Кашинское     |
| 27  | Ботово                 | деревня                 | ↘749      | сельское поселение Кашинское     |
| 28  | Бражниково             | деревня                 | ↘31       | сельское поселение Осташёвское   |
| 29  | Буйгород               | деревня                 | ↘11       | сельское поселение Кашинское     |
| 30  | Бутаково               | деревня                 | →8        | сельское поселение Спасское      |
| 31  | Быково                 | деревня                 | ↗425      | сельское поселение Кашинское     |
| 32  | Валуйки                | деревня                 | ↗16       | сельское поселение Теряевское    |
| 33  | Васильевское           | деревня                 | ↘0        | сельское поселение Чисменское    |
| 34  | Васильевское           | село                    | ↗19       | сельское поселение Ярополецкое   |
| 35  | Вашурино               | деревня                 | ↗1        | сельское поселение Спасское      |
| 36  | Веригино               | деревня                 | ↗2        | сельское поселение Кашинское     |
| 37  | Вишенки                | деревня                 | →0        | сельское поселение Спасское      |
| 38  | Владычино              | деревня                 | ↗169      | сельское поселение Кашинское     |
| 39  | Власьево               | деревня                 | →1        | сельское поселение Спасское      |
| 40  | Внуково                | деревня                 | ↘5        | сельское поселение Спасское      |
| 41  | Волоколамск            | город                   | ↘25 729   | городское поселение Волоколамск  |
| 42  | Воротово               | деревня                 | →0        | сельское поселение Теряевское    |
| 43  | Ворсино                | деревня                 | ↘0        | сельское поселение Чисменское    |
| 44  | Высоково               | село                    | ↗1        | городское поселение Сычёво       |
| 45  | Высоково               | деревня                 | ↗9        | сельское поселение Теряевское    |
| 46  | Высочково              | деревня                 | ↗8        | сельское поселение Теряевское    |
| 47  | Гарутино               | деревня                 | ↘21       | сельское поселение Ярополецкое   |
| 48  | Глазачёво              | деревня                 | ↗166      | сельское поселение Кашинское     |
| 49  | Глазово                | деревня                 | ↗6        | сельское поселение Осташёвское   |
| 50  | Голопёрово             | деревня                 | →0        | сельское поселение Ярополецкое   |
| 51  | Голубцово              | деревня                 | ↗7        | сельское поселение Кашинское     |
| 52  | Горбуново              | деревня                 | →31       | сельское поселение Спасское      |
| 53  | Горки                  | село                    | ↗59       | городское поселение Волоколамск  |
| 54  | Горки                  | деревня                 | ↗22       | сельское поселение Чисменское    |
| 55  | Гряды                  | деревня                 | ↘620      | сельское поселение Чисменское    |
| 56  | Гусево                 | деревня                 | →2        | сельское поселение Ярополецкое   |
| 57  | Гусенево               | деревня                 | ↗140      | сельское поселение Чисменское    |
| 58  | Давыдово               | деревня                 | →2        | сельское поселение Кашинское     |
| 59  | Данилково              | деревня                 | ↘0        | городское поселение Сычёво       |
| 60  | Дерменцево             | деревня                 | ↗12       | сельское поселение Осташёвское   |
| 61  | Дроздова               | хутор                   | ↗9        | сельское поселение Спасское      |
| 62  | Дубосеково             | деревня                 | ↘2        | сельское поселение Спасское      |
| 63  | Дубосеково             | посёлок станции         | ↗140      | сельское поселение Чисменское    |
| 64  | Дьяково                | деревня                 | ↘13       | сельское поселение Осташёвское   |
| 65  | Еднево                 | деревня                 | ↘7        | сельское поселение Чисменское    |
| 66  | Еремеево               | деревня                 | →0        | сельское поселение Теряевское    |
| 67  | Ефимьево               | деревня                 | ↘277      | сельское поселение Теряевское    |
| 68  | Жданово                | деревня                 | ↗83       | городское поселение Волоколамск  |
| 69  | Житино                 | деревня                 | ↘0        | сельское поселение Теряевское    |
| 70  | Жуковка                | деревня                 | ↘0        | сельское поселение Осташёвское   |
| 71  | Жулино                 | деревня                 | ↘4        | сельское поселение Осташёвское   |
| 72  | Занино                 | деревня                 | →0        | сельское поселение Теряевское    |
| 73  | Захарьино              | деревня                 | →2        | сельское поселение Ярополецкое   |
| 74  | Зобово                 | деревня                 | ↘28       | сельское поселение Спасское      |
| 75  | Золево                 | деревня                 | ↘48       | сельское поселение Чисменское    |
| 76  | Зубово                 | деревня                 | ↗152      | сельское поселение Ярополецкое   |
| 77  | Ивановское             | деревня                 | ↗12       | сельское поселение Спасское      |
| 78  | Ивановское             | село                    | ↘529      | городское поселение Волоколамск  |
| 79  | Иванцево               | деревня                 | ↘28       | сельское поселение Чисменское    |
| 80  | Иваньково              | деревня                 | ↘1        | сельское поселение Осташёвское   |
| 81  | Игнатково              | деревня                 | ↘4        | сельское поселение Осташёвское   |
| 82  | Иевлево                | деревня                 | ↘11       | сельское поселение Спасское      |
| 83  | Ильино                 | деревня                 | ↘8        | сельское поселение Осташёвское   |
| 84  | Ильинское              | деревня                 | ↗100      | сельское поселение Теряевское    |
| 85  | Ильинское              | село                    | ↘617      | сельское поселение Ярополецкое   |
| 86  | Исаково                | деревня                 | →1        | сельское поселение Ярополецкое   |
| 87  | Каверино               | деревня                 | →0        | сельское поселение Теряевское    |
| 88  | Калеево                | деревня                 | ↗140      | сельское поселение Теряевское    |
| 89  | Калеево                | село                    | →1        | сельское поселение Ярополецкое   |
| 90  | Калистово              | деревня                 | ↘515      | сельское поселение Кашинское     |
| 91  | Калуево                | деревня                 | ↗11       | сельское поселение Теряевское    |
| 92  | Каменки                | деревня                 | ↘26       | сельское поселение Спасское      |
| 93  | Карабузино             | деревня                 | ↘7        | сельское поселение Спасское      |
| 94  | Карачарово             | село                    | ↘61       | сельское поселение Осташёвское   |
| 95  | Кашилово               | деревня                 | ↗13       | сельское поселение Осташёвское   |
| 96  | Кашино                 | деревня                 | ↗709      | сельское поселение Кашинское     |
| 97  | Клетки                 | деревня                 | →8        | сельское поселение Спасское      |
| 98  | Клишино                | деревня                 | ↘1072     | сельское поселение Спасское      |
| 99  | Княжево                | деревня                 | ↗112      | сельское поселение Осташёвское   |
| 100 | Козино                 | деревня                 | ↗5        | сельское поселение Спасское      |
| 101 | Козлово                | деревня                 | ↗13       | сельское поселение Кашинское     |
| 102 | Комарово               | деревня                 | →0        | сельское поселение Осташёвское   |
| 103 | Кондратово             | деревня                 | →0        | сельское поселение Теряевское    |
| 104 | Коняшино               | деревня                 | ↘46       | сельское поселение Спасское      |
| 105 | Копытцево              | деревня                 | ↘1        | городское поселение Сычёво       |
| 106 | Красиково              | деревня                 | →1        | сельское поселение Спасское      |
| 107 | Красная Гора           | деревня                 | ↘234      | сельское поселение Спасское      |
| 108 | Крюково                | деревня                 | ↘10       | сельское поселение Спасское      |
| 109 | Кузьминское            | деревня                 | ↘0        | сельское поселение Спасское      |
| 110 | Кузьминское            | село                    | ↘61       | сельское поселение Теряевское    |
| 111 | Кузяево                | деревня                 | ↗49       | сельское поселение Теряевское    |
| 112 | Кукишево               | деревня                 | →0        | сельское поселение Осташёвское   |
| 113 | Куликово               | деревня                 | ↗5        | сельское поселение Спасское      |
| 114 | Курбатово              | деревня                 | ↗21       | сельское поселение Теряевское    |
| 115 | Курьяново              | деревня                 | ↗602      | сельское поселение Ярополецкое   |
| 116 | Кусакино               | деревня                 | ↘0        | сельское поселение Спасское      |
| 117 | Кутьино                | деревня                 | ↘4        | сельское поселение Чисменское    |
| 118 | Лазарево               | деревня                 | ↗3        | сельское поселение Спасское      |
| 119 | Лапино                 | деревня                 | ↘7        | сельское поселение Осташёвское   |
| 120 | Лисавино               | деревня                 | ↘56       | сельское поселение Осташёвское   |
| 121 | Литвиново              | деревня                 | →1        | сельское поселение Чисменское    |
| 122 | Лудина Гора            | деревня                 | →11       | сельское поселение Ярополецкое   |
| 123 | Лукино                 | деревня                 | ↗9        | сельское поселение Осташёвское   |
| 124 | Лысцево                | деревня                 | ↗12       | сельское поселение Чисменское    |
| 125 | Львово                 | деревня                 | ↗144      | сельское поселение Ярополецкое   |
| 126 | Любятино               | деревня                 | ↘27       | сельское поселение Чисменское    |
| 127 | Макариха               | деревня                 | ↗1178     | сельское поселение Теряевское    |
| 128 | Малое Петровское       | деревня                 | ↗4        | сельское поселение Теряевское    |
| 129 | Малое Стромилово       | деревня                 | ↘157      | сельское поселение Теряевское    |
| 130 | Малое Сырково          | деревня                 | ↗9        | сельское поселение Ярополецкое   |
| 131 | Малое Сытьково         | деревня                 | ↗5        | сельское поселение Спасское      |
| 132 | Масленниково           | деревня                 | ↗79       | сельское поселение Кашинское     |
| 133 | Матрёнино              | деревня                 | ↘4        | сельское поселение Чисменское    |
| 134 | Матрёнино              | посёлок станции         | ↘20       | сельское поселение Чисменское    |
| 135 | Медвёдки               | деревня                 | ↗3        | сельское поселение Осташёвское   |
| 136 | Медведково             | деревня                 | ↗1        | сельское поселение Чисменское    |
| 137 | Милованье              | деревня                 | ↘3        | сельское поселение Спасское      |
| 138 | Митино                 | деревня                 | ↗3        | сельское поселение Теряевское    |
| 139 | Михайловское           | деревня                 | ↘117      | сельское поселение Ярополецкое   |
| 140 | Морозово               | деревня                 | ↘0        | сельское поселение Теряевское    |
| 141 | Морозово               | село                    | ↗3        | сельское поселение Чисменское    |
| 142 | Муромцево              | деревня                 | ↗60       | городское поселение Волоколамск  |
| 143 | Мусино                 | деревня                 | ↗116      | сельское поселение Ярополецкое   |
| 144 | Мыканино               | деревня                 | ↗8        | сельское поселение Чисменское    |
| 145 | Нелидово               | деревня                 | ↗1543     | сельское поселение Чисменское    |
| 146 | Нефёдово               | деревня                 | ↗88       | сельское поселение Теряевское    |
| 147 | Никиты                 | деревня                 | ↗5        | сельское поселение Чисменское    |
| 148 | Никольское             | деревня                 | →4        | сельское поселение Теряевское    |
| 149 | Новинки                | деревня                 | →25       | сельское поселение Ярополецкое   |
| 150 | Новлянское             | село                    | ↘24       | сельское поселение Спасское      |
| 151 | Новоболычево           | деревня                 | ↘6        | сельское поселение Осташёвское   |
| 152 | Новоботово             | деревня                 | ↘3        | сельское поселение Осташёвское   |
| 153 | Новое                  | деревня                 | ↘9        | сельское поселение Теряевское    |
| 154 | Новопавловское         | деревня                 | →0        | городское поселение Сычёво       |
| 155 | Носово                 | деревня                 | ↗373      | сельское поселение Теряевское    |
| 156 | Ожогино                | деревня                 | ↗8        | сельское поселение Теряевское    |
| 157 | Осташёво               | село                    | ↗3264     | сельское поселение Осташёвское   |
| 158 | Отчищево               | деревня                 | ↗13       | сельское поселение Теряевское    |
| 159 | Пагубино               | деревня                 | ↘106      | сельское поселение Спасское      |
| 160 | Парфеньково            | деревня                 | ↘11       | сельское поселение Ярополецкое   |
| 161 | Пашково                | деревня                 | ↗294      | сельское поселение Кашинское     |
| 162 | Пекшево                | деревня                 | ↗2        | сельское поселение Теряевское    |
| 163 | Петелино               | деревня                 | ↘14       | сельское поселение Чисменское    |
| 164 | Петровское             | деревня                 | ↘41       | сельское поселение Ярополецкое   |
| 165 | Покровское             | село                    | ↘32       | сельское поселение Теряевское    |
| 166 | Покровское             | деревня                 | ↘80       | сельское поселение Чисменское    |
| 167 | Полёво                 | деревня                 | ↘0        | сельское поселение Осташёвское   |
| 168 | Поповкино              | деревня                 | ↗28       | сельское поселение Кашинское     |
| 169 | Поречье                | деревня                 | →2        | сельское поселение Теряевское    |
| 170 | Посаденки              | деревня                 | ↗29       | сельское поселение Ярополецкое   |
| 171 | Посёлок имени Калинина | посёлок                 | →1        | сельское поселение Ярополецкое   |
| 172 | Посёлок турбазы МАИ    | посёлок                 | ↘14       | сельское поселение Ярополецкое   |
| 173 | Пристанино             | деревня                 | ↗22       | сельское поселение Чисменское    |
| 174 | Прозорово              | деревня                 | ↘5        | сельское поселение Осташёвское   |
| 175 | Путятино               | деревня                 | ↗26       | сельское поселение Кашинское     |
| 176 | Рахманово              | деревня                 | ↘5        | сельское поселение Теряевское    |
| 177 | Ревино                 | деревня                 | ↘14       | сельское поселение Ярополецкое   |
| 178 | Ремягино               | деревня                 | ↘26       | сельское поселение Кашинское     |
| 179 | Речки                  | деревня                 | ↗7        | сельское поселение Кашинское     |
| 180 | Родионово              | деревня                 | ↘2        | сельское поселение Теряевское    |
| 181 | Рождествено            | деревня                 | ↗554      | сельское поселение Чисменское    |
| 182 | Руза                   | деревня                 | ↗9        | сельское поселение Осташёвское   |
| 183 | Рысиха                 | деревня                 | ↘14       | сельское поселение Осташёвское   |
| 184 | Рюховское              | село                    | →89       | сельское поселение Спасское      |
| 185 | Сапегино               | деревня                 | ↘3        | сельское поселение Спасское      |
| 186 | Сафатово               | деревня                 | ↗4        | сельское поселение Спасское      |
| 187 | Себенки                | деревня                 | ↗7        | городское поселение Сычёво       |
| 188 | Сергово                | деревня                 | ↗4        | сельское поселение Осташёвское   |
| 189 | Середниково            | деревня                 | ↘27       | сельское поселение Осташёвское   |
| 190 | Ситниково              | деревня                 | →0        | сельское поселение Чисменское    |
| 191 | Скорякино              | деревня                 | ↗12       | сельское поселение Спасское      |
| 192 | Сляднево               | деревня                 | ↘2        | сельское поселение Спасское      |
| 193 | Смольниково            | деревня                 | ↗9        | сельское поселение Теряевское    |
| 194 | Соколово               | деревня                 | ↗8        | сельское поселение Осташёвское   |
| 195 | Солодово               | деревня                 | ↗111      | сельское поселение Осташёвское   |
| 196 | Соснино                | деревня                 | ↘9        | сельское поселение Спасское      |
| 197 | Софьино                | деревня                 | ↗19       | сельское поселение Кашинское     |
| 198 | Спасс                  | деревня                 | ↗12       | сельское поселение Кашинское     |
| 199 | Спасс                  | село                    | ↘643      | сельское поселение Спасское      |
| 200 | Спасс-Помазкино        | деревня                 | →21       | сельское поселение Ярополецкое   |
| 201 | Спирово                | село                    | →0        | сельское поселение Теряевское    |
| 202 | Становище              | деревня                 | ↗23       | сельское поселение Осташёвское   |
| 203 | Стеблево               | деревня                 | ↗563      | сельское поселение Кашинское     |
| 204 | Стеблево               | село                    | ↘42       | сельское поселение Теряевское    |
| 205 | Стремоухово            | деревня                 | ↘2        | сельское поселение Спасское      |
| 206 | Строково               | деревня                 | ↗9        | сельское поселение Кашинское     |
| 207 | Суворово               | село                    | ↘144      | сельское поселение Кашинское     |
| 208 | Судниково              | деревня                 | ↘878      | сельское поселение Спасское      |
| 209 | Сычёво                 | посёлок городского типа | ↗3157     | городское поселение Сычёво       |
| 210 | Таболово               | деревня                 | ↘17       | сельское поселение Спасское      |
| 211 | Танково                | деревня                 | ↗12       | сельское поселение Теряевское    |
| 212 | Таршино                | деревня                 | ↗2        | сельское поселение Осташёвское   |
| 213 | Татищево               | деревня                 | ↘6        | сельское поселение Чисменское    |
| 214 | Татьянино              | деревня                 | →1        | сельское поселение Ярополецкое   |
| 215 | Телегино               | деревня                 | ↗1        | сельское поселение Ярополецкое   |
| 216 | Темниково              | деревня                 | ↗8        | сельское поселение Теряевское    |
| 217 | Терентьево             | деревня                 | ↗5        | сельское поселение Спасское      |
| 218 | Терехово               | деревня                 | ↗5        | сельское поселение Осташёвское   |
| 219 | Теряево                | село                    | ↗1376     | сельское поселение Теряевское    |
| 220 | Тимково                | деревня                 | ↗27       | городское поселение Волоколамск  |
| 221 | Тимонино               | деревня                 | ↘781      | сельское поселение Ярополецкое   |
| 222 | Тимошево               | деревня                 | ↗1        | сельское поселение Спасское      |
| 223 | Титово                 | деревня                 | ↗1        | сельское поселение Осташёвское   |
| 224 | Токарёво               | деревня                 | ↘0        | сельское поселение Осташёвское   |
| 225 | Трёхмарьино            | посёлок                 | ↘73       | сельское поселение Чисменское    |
| 226 | Трулиси                | деревня                 | ↘0        | сельское поселение Спасское      |
| 227 | Тяжинка                | посёлок                 | →4        | сельское поселение Осташёвское   |
| 228 | Успенье                | деревня                 | ↘14       | сельское поселение Теряевское    |
| 229 | Утишево                | деревня                 | ↘1        | сельское поселение Кашинское     |
| 230 | Фадеево                | деревня                 | ↘6        | сельское поселение Теряевское    |
| 231 | Фёдлово                | деревня                 | ↘1        | сельское поселение Ярополецкое   |
| 232 | Фёдоровское            | село                    | →6        | сельское поселение Ярополецкое   |
| 233 | Федосьино              | деревня                 | ↘0        | сельское поселение Осташёвское   |
| 234 | Федцово                | деревня                 | ↗72       | сельское поселение Ярополецкое   |
| 235 | Федюково               | деревня                 | ↗10       | городское поселение Сычёво       |
| 236 | Ханево                 | деревня                 | ↘132      | сельское поселение Ярополецкое   |
| 237 | Харланиха-1            | деревня                 | ↗17       | сельское поселение Теряевское    |
| 238 | Харланиха-2            | деревня                 | ↗881      | сельское поселение Теряевское    |
| 239 | Хатанки                | деревня                 | ↘1        | сельское поселение Осташёвское   |
| 240 | Хворостинино           | деревня                 | ↗31       | городское поселение Волоколамск  |
| 241 | Хорошово               | деревня                 | →0        | городское поселение Сычёво       |
| 242 | Хрулево                | деревня                 | ↘9        | сельское поселение Кашинское     |
| 243 | Чащь                   | деревня                 | ↗30       | сельское поселение Теряевское    |
| 244 | Чеблоково              | деревня                 | ↘0        | сельское поселение Чисменское    |
| 245 | Чеклево                | деревня                 | ↗8        | сельское поселение Теряевское    |
| 246 | Ченцы                  | деревня                 | ↘213      | городское поселение Волоколамск  |
| 247 | Чередово               | деревня                 | ↗3        | сельское поселение Спасское      |
| 248 | Чернево                | деревня                 | ↘55       | сельское поселение Спасское      |
| 249 | Чертаново              | деревня                 | ↘42       | сельское поселение Спасское      |
| 250 | Чисмена                | посёлок                 | ↗464      | сельское поселение Чисменское    |
| 251 | Шанино                 | деревня                 | →3        | сельское поселение Теряевское    |
| 252 | Шахолово               | деревня                 | →0        | сельское поселение Осташёвское   |
| 253 | Шебаново               | деревня                 | →21       | сельское поселение Ярополецкое   |
| 254 | Шелудьково             | деревня                 | ↘0        | городское поселение Сычёво       |
| 255 | Шестаково              | село                    | ↘753      | сельское поселение Теряевское    |
| 256 | Шилово                 | деревня                 | ↗42       | сельское поселение Ярополецкое   |
| 257 | Ширяево                | деревня                 | →1        | сельское поселение Чисменское    |
| 258 | Шитьково               | деревня                 | ↘2        | сельское поселение Спасское      |
| 259 | Шитьково               | посёлок                 | ↗4        | сельское поселение Спасское      |
| 260 | Шишкино                | деревня                 | ↗8        | сельское поселение Чисменское    |
| 261 | Шишково                | деревня                 | ↗240      | сельское поселение Кашинское     |
| 262 | Шульгино               | деревня                 | ↗24       | сельское поселение Осташёвское   |
| 263 | Щекотово               | деревня                 | ↗5        | сельское поселение Спасское      |
| 264 | Юркино                 | деревня                 | ↘22       | сельское поселение Ярополецкое   |
| 265 | Юрьево                 | деревня                 | →2        | сельское поселение Спасское      |
| 266 | Ядрово                 | деревня                 | ↘145      | сельское поселение Чисменское    |
| 267 | Язвище                 | село                    | ↘10       | городское поселение Сычёво       |
| 268 | Якшино                 | деревня                 | ↘4        | сельское поселение Спасское      |
| 269 | Ярополец               | село                    | ↗1277     | сельское поселение Ярополецкое   |

## Территориальное устройство
В Волоколамский район до 2006 года входили 1 город районного подчинения, 1 посёлок городского типа (рабочий посёлок) и 17 сельских округов: Аннинский, Болычевский, Волоколамский, Ждановский, Ильино-Ярополецкий, Кармановский, Кашинский, Курьяновский, Осташёвский, Спасский, Стеблевский, Судниковский, Теряевский, Ченецкий, Чисменский, Шестаковский, Ярополецкий.
В Волоколамский муниципальный район с 2006 до 2019 гг. входило 8 муниципальных образований — 2 городских и 6 сельских поселений:
| №        | Муниципальное образование | Административный центр | Количество населённых пунктов | Население | Площадь, км2 |
| -------- | ------------------------- | ---------------------- | ----------------------------- | --------- | ------------ |
| 1e-06    | Городские поселения:      |                        |                               |           |              |
| 1        | Волоколамск               | город Волоколамск      | 8                             | ↘19 682   | 109,71       |
| 2        | Сычёво                    | рабочий посёлок Сычёво | 10                            | ↘2843     | 58,17        |
| 2.000002 | Сельские поселения:       |                        |                               |           |              |
| 3        | Кашинское                 | деревня Кашино         | 28                            | ↘2933     | 136,58       |
| 4        | Осташёвское               | село Осташёво          | 41                            | ↘2769     | 275,01       |
| 5        | Спасское                  | село Спасс             | 50                            | ↘2497     | 346,32       |
| 6        | Теряевское                | село Теряево           | 53                            | ↘3899     | 299,36       |
| 7        | Чисменское                | посёлок Чисмена        | 38                            | ↘2834     | 209,80       |
| 8        | Ярополецкое               | село Ярополец          | 41                            | ↘2838     | 248,56       |

С 2024 года имеется территориальные отделы - 1 Теряевский, 2 Чесменский, 3 Осташевский. 

## История
Волоколамский район был образован в 1929 году. В его состав вошли город Волоколамск, пгт Смычка и следующие сельсоветы бывшего Волоколамского уезда:
- из Аннинской волости: Авдотьинский (селения Авдотьино и Голубцово), Возмищевский, Данилковский, Лысцевский, Матрёнинский, Нелидовский, Никитский, Рождественский, Ситниковский, Ченецкий, Шишкинский, Язвищевский;
- из Буйгородской волости: Блудский, Бортниковский, Ботовский, Буйгородский, Веригинский, Ефремовский, Калистовский, Носовский, Рахмановский, Поповкинский, Ремягинский, Стромиловский;
- из Бухоловской волости: Бухоловский, Игнатковский, Козловский, Курьяновский, Назарьевский, Новлянский, Чубаровский;
- из Калеевской волости: Высочковский, Ильинский, Калеевский, Кузьминский, Медведковский, Нефёдовский, Пробоевский, Теряевский, Успенский, Чащинский, Шанинский, Шестаковский;
- из Осташёвской волости: Бражниковский, Внуковский, Кармановский, Клишинский, Княжевский, Осташёвский, Спасский, Черневский;
- Аксёновский, Алферьевский, Васильевский, Горбуновский, Ждановский, Ивановский, Ильинский, Кашинский, Кузьминский, Львовский, Михайловский, Мусинский, Никольский, Парфеньковский, Рюховский, Солдатский, Спасс-Помазкинский, Суворовский, Судниковский, Таболовский, Тереховский, Тимашевский, Тимковский, Ханевский, Чисменский, Шиловский, Шитьковский, Шишковский, Щёкинский, Юркинский, Ярополецкий.

20 мая 1930 года Бухоловский, Игнатковский, Козловский и Назарьевский с/с были переданы в Шаховской район. Из Рузского района в Волоколамский был передан Токарёвский с/с, а из Новопетровского — Немировский с/с.
31 января 1936 года был образован Привокзальный с/с.
4 января 1939 года Бражниковский, Внуковский, Горбуновский, Данилковский, Кармановский, Клишинский, Княжевский, Кузьминский, Немировский, Новлянский, Осташевский, Рюховский, Спасский, Судниковский, Таболовский, Тереховский, Токаревский, Черневский и Шитьковский с/с были переданы в Осташёвский район.
4 апреля 1939 года Блудский с/с был переименован в Речкинский.
17 июля 1939 года были упразднены Авдотьинский, Бортниковский, Буйгородский, Веригинский, Ивановский, Калистовский, Носовский, Рахмановский, Ремягинский, Рождественский, Солдатский, Спасс-Помазкинский, Суворовский, Шиловский, Шишкинский и Шишковский с/с. Возмищевский с/с был переименован в Пригородный. В тот же период был упразднён Высочковский с/с.

Май 2015 года. К 70-летию Победы в Волоколамском районе оставалось 93 фронтовика

30 ноября 1951 года были упразднены Парфеньковский и Пробоевский с/с.
14 июня 1954 года были упразднены Аксеновский, Алферьевский, Ботовский, Васильевский, Ильинский-Ярополецкий, Калеевский, Кузьминский, Лысцевский, Медведковский, Михайловский, Мусинский, Нелидовский, Нефедовский, Стромиловский, Тимашевский, Тимковский, Успенский, Чубаровский, Шанинский, Щекинский, Юркинский и Язвищенский с/с. Ситниковский и Ефремовский с/с были объединены в Строковский с/с.
7 декабря 1957 года был упразднён Осташёвский район. Из его состава в Волоколамский район были переданы Горбуновский, Осташёвский, Спасский, Судниковский, Таболовский, Тереховский, Токаревский и Черневский с/с.
31 декабря 1957 года из Можайского района в Волоколамский был передан Болычевский с/с.
15 апреля 1959 года Пригородный с/с был переименован в Волоколамский. 21 мая был упразднён Речкинский с/с.
20 августа 1960 года был упразднён Львовский с/с и восстановлен Ильинский-Ярополецкий с/с.
1 февраля 1963 года Волоколамский район был преобразован в Волоколамский укрупнённый сельский район с присоединением к нему Лотошинского и Шаховского районов. 13 января 1965 года Волоколамский сельский район преобразован в Волоколамский район (Указ Президиума Верховного совета РСФСР) (Ведомости Верховного Совета РСФСР. - 1965. - № 3 (329) от 18 января. - С. 68-71).
1 февраля 1963 года город Волоколамск отнесен к категории городов областного подчинения (Указ Президиума Верховного совета РСФСР) (Ведомости Верховного Совета РСФСР. - 1963. - № 5 (227) от 7 февраля. - С. 161-162).
27 апреля 1963 года пгт Смычка был включён в черту города Волоколамска.
22 января 1965 года был образован пгт Привокзальный. В результате в состав Волоколамского района входили: город Волоколамск, пгт Привокзальный, Болычевский, Волоколамский, Горбуновский, Ждановский, Ильинский, Ильинский-Ярополецкий, Кашинский, Курьяновский, Матренинский, Никитский, Никольский, Осташёвский, Поповкинский, Спасский, Судниковский, Таболовский, Тереховский, Теряевский, Токаревский, Ханевский, Ченецкий, Черневский, Чисменский, Шестаковский, Ярополецкий с/с.
4 января 1966 года в Волоколамском районе был образован пгт Сычёво.
25 января 1972 года были упразднены Никольский и Токаревский с/с. Матренинский с/с был переименован в Аннинский, Горбуновский — в Кармановский, Поповкинский — в Стеблевский.
7 августа 1973 года были упразднены Никитский, Таболовский, Тереховский, Ханевский и Черневский с/с.
25 октября 1984 года был упразднён Ильинский с/с.
3 февраля 1994 года сельсоветы были преобразованы в сельские округа.
1 февраля 2001 года город Волоколамск утратил статус города областного подчинения (Закон Московской области от 17 января 2001 года № 12/2001-ОЗ, "Подмосковные известия", № 20, 01.02.2001).
30 сентября 2003 года рабочий поселок Привокзальный был включён в черту города Волоколамска.
В 2005 году вместо сельских округов на территории Волоколамского района были образованы городские поселения Волоколамск и Сычёво и сельские поселения Кашинское, Осташёвское, Спасское, Теряевское, Чисменское и Ярополецкое.

## Общая карта
Легенда карты:
|  | Более 20 000 жителей |
|  | 2000—5000 жителей    |
|  | 1000—2000 жителей    |
|  | 500—1000 жителей     |
|  | Менее 500 жителей    |

## Экономика

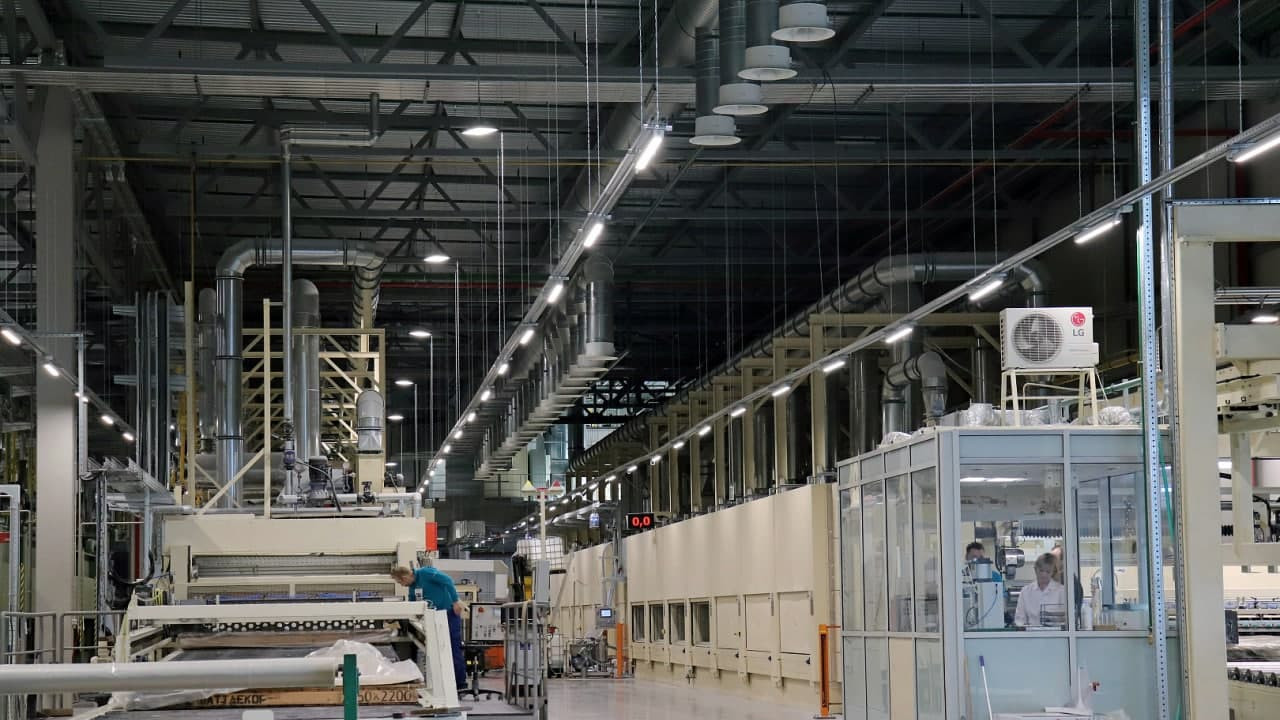
Цех сублимации на пищевой фабрике. Волоколамский округ

Основные отрасли промышленности района — переработка сельскохозяйственного сырья, добыча нерудных полезных ископаемых (ООО «Сычёвский производственно-технологический комбинат»), производство стройматериалов.
В 2012 году промышленными предприятиями Волоколамского района было отгружено товаров собственного производства, выполнено работ, услуг собственными силами на сумму 5 995 584,58 тыс. рублей.
Перечень системообразующих организаций Московской области на территории округа
- ООО «Агрохолдинг Авангард»
- АО «ВОЛОКОЛАМСКОЕ ПТП РЖКХ»
- ООО «КЭН-ПАК ЗАВОД УПАКОВКИ»
- ООО «ТиЭйч-РУС Милк Фуд»
- ООО «Шульгино»
- АО «3М РОССИЯ»

## Транспорт
Через район проходит железная дорога Москва — Рига (построена в 1901) и шоссе того же направления. Внутрирайонное сообщение обеспечивается разветвлённой сетью автобусных маршрутов.

## Достопримечательности

Монумент героям-панфиловцам. 70-летие Победы, май 2015 года

- Кремль в Волоколамске c постройками XV—XIX вв.
- Иосифо-Волоцкий монастырь в селе Теряево
- Усадьба Осташёво
- Село Ярополец с двумя усадьбами и музеем
- В различных сёлах района сохранилось большое количество православных храмов, таких как Храм Преображения Господня в селе Спасс, Храм Троицы Живоначальной в селе Язвище.
- Монумент и музей на месте подвига 28 героев-панфиловцев около станции Дубосеково
- Первая в Советской России сельская ТЭС в деревне Кашино
- Первая в Советской России сельская ГЭС в селе Ярополец
- На 114-м километре Волоколамского шоссе находится памятник «Взрыв» в честь подвига 11 героев-сапёров 8-й гвардейской стрелковой дивизии генерала И. В. Панфилова
- Первый в России автодром международного класса Moscow Raceway у деревни Федюково
- Зоопитомник Московского зоопарка в посёлке Сычёво[44]
- Школа эмалевой мозаики Андрея Манджоса в дер. Пагубино Волоколамского района
- Услукинское городище